# Демократический альянс (Греция)
Демократический альянс (греч. Δημοκρατική Συμμαχία) — политическая партия в Греции, основанная 21 ноября 2010 года независимым членом Греческого парламента, бывшим министром, Дорой Бакоянни.
22 мая 2014 года партия вернулась в состав «Новой Демократии», а 11 января 2016 брат Доры стал главой «Новой Демократии».

## Основание партии
На пресс-конференции по случаю основания партии также присутствовали бывшие члены Новой Демократии, в частности Костас Кильтидис и Христос Маркояннис. Учредительное собрание партии состоялось в марте 2011 года.
В декларации указано, что Демократический альянс — независимая партия демократического движения. Основные программные положения созданной партии: реформирование системы социального обеспечения, налоговое регулирование, сокращение числа госслужащих.
22 ноября 2010 Дора Бакоянни встретилась с Президентом Республики Каролосом Папулиасом и сообщила о создании партии.
Представители в Греческом парламенте
- Дора Бакоянни, Афины
- Лефтерис Авгенакис, Ираклион
- Костас Кильтидис, Килкис
- Йоргос Контояннис, Элида
- Христос Маркояннис, Ханья

Представители в Европарламенте
- Теодорос Скилакакис

Впервые участие в парламентских выборах партия приняла 6 мая 2012, набрала 2,6 %, не преодолев трехпроцентный барьер, и поэтому не представлена в Греческом парламенте.